# Umiujaq
Umiujaq (inuktitut: ᐅᒥᐅᔭᖅ) är en nordlig bykommun (municipalité de village nordique) i provinsen Québec i Kanada. Den ligger i regionen Nord-du-Québec, i den östra delen av landet, 1 200 km norr om huvudstaden Ottawa. Antalet invånare var 541 vid folkräkningen 2021.
Det finns en flygplats nära orten.